# Boundary Bay
Koordinaten: 49° 0′ 0″ N, 122° 55′ 0″ W
Die Boundary Bay (franz.: Baie Frontière)  ist eine seichte Meeresbucht an der Pazifik-Küste Nordamerikas. Sie ist Teil der Salish Sea an der Grenze zwischen Kanada und den Vereinigten Staaten und liegt zwischen der kanadischen Provinz British Columbia und dem US-Bundesstaat Washington.

## Geographie

### Lage
Die Boundary Bay wird im Osten durch die Stadt Blaine in Washington sowie die Städte White Rock und Surrey sowie die Reservation der Semiahmoo First Nation in British Columbia begrenzt. Im Norden liegt die Stadt Delta (British Columbia), im Westen die Tsawwassen Peninsula mit den Gemeinden Tsawwassen (British Columbia) (einem Stadtteil von Delta) und Point Roberts (einer Exklave der Vereinigten Staaten). Im Süden begrenzt die Strait of Georgia, der nördliche Arm der Salish Sea, die Boundary Bay.
Der östliche Teil der Boundary Bay quert die kanadisch-US-amerikanische Grenze und wird in Nachbarschaft zu den Städten White Rock und Blaine als Semiahmoo Bay bezeichnet; der Drayton Harbor von Blaine öffnet sich zur Bucht hin. Der nördliche Zipfel der Bucht wird als Mud Bay bezeichnet.
| Delta (British Columbia) | Delta (British Columbia)                    | Surrey (British Columbia) |
| Tsawwassen               | Kompassrose, die auf Nachbargemeinden zeigt | South Surrey, White Rock  |
| Point Roberts            | Strait of Georgia & Washington              | Semiahmoo Bay, Blaine     |

### Zuflüsse
Die Hauptzuflüsse der Bucht sind der Nicomekl River und der Serpentine River, die in die Mud Bay münden, der Campbell River mit Mündung in der Semiahmoo Bay sowie California Creek und Dakota Creek, die im Drayton Harbor enden.

## Ökologie und Naturschutz
Die Boundary Bay ist ein wichtiger Rastplatz für Zugvögel entlang der Pazifischen Zugroute, insbesondere für Bergstrandläufer und Alpenstrandläufer, der als Hemisphere Reserve durch das Western Hemisphere Shorebird Reserve Network ausgewiesen wurde sowie ein kanadisches Important Bird Area. Die Watten, ausgedehnte Seegras-Wiesen und Salzmarschen lassen eine zahlreiche Population mariner Wirbelloser gedeihen, die eine bedeutende Energiequelle für ziehende Watvögel darstellen. Die Zahl der zu den Zugzeiten anwesenden Vögel kann 100.000 überschreiten. Immissionen und industrielle Aktivitäten im umliegenden Gebiet gefährden potenziell diese Situation.

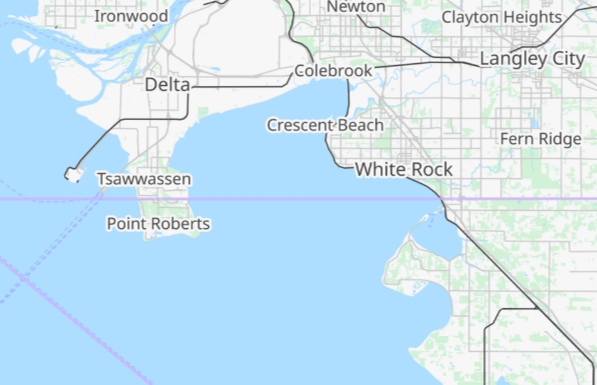
Karte der Boundary Bay und umliegender Gebiete

Am 21. Juni 1995 wurde der gesamte kanadische Teil der Boundary Bay als Boundary Bay Wildlife Management Area unter Schutz gestellt.

## Tourismus
Das Gebiet wird außerdem für Freizeit-Bootsfahrten im Schutzgebiet und an den Stränden genutzt. Der Boundary Bay Airport, am Nordrand gelegen, wird von kleinen Flugzeugen angeflogen und für verschiedene Filmaufnahmen genutzt.